# Incandescência

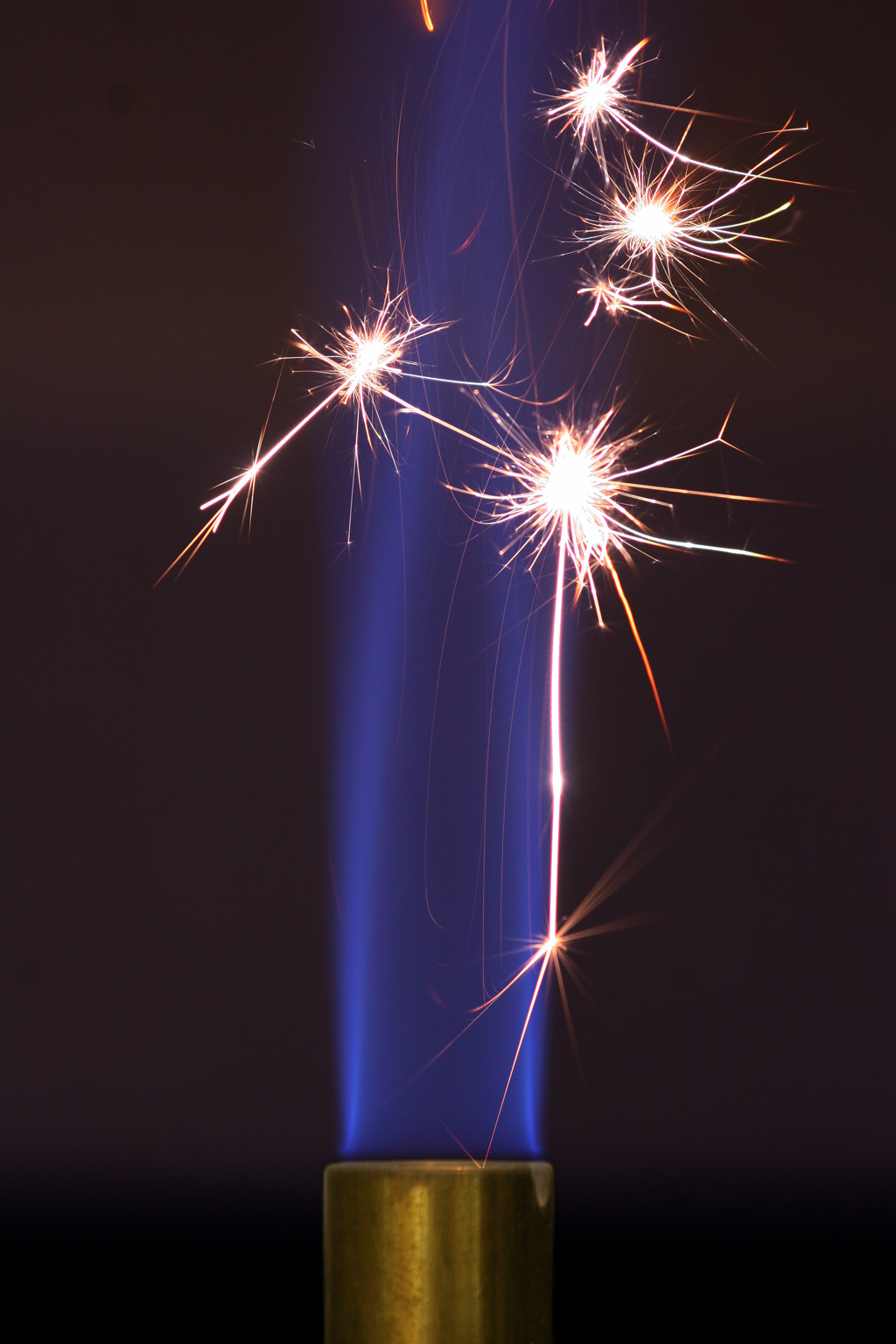
Incandescência.

A incandescência consiste no processo de emissão de radiação eletromagnética por um corpo sob alta temperatura.
A iluminação artificial sempre foi importante para o homem. Vários processos de queima de gorduras e por fim de gás foram utilizados com esse propósito. Mas foi a iluminação elétrica que revolucionou a forma de viver, com um processo simples, limpo e eficaz.
A primeira lâmpada elétrica foi apresentada pelo inglês Joseph Swan em 1879, seguida no mesmo ano pela lâmpada do inventor americano Thomas Edison. A lâmpada de Edison tem um aspecto parecido com as lâmpadas atuais enquanto a de Swan tem a forma oval. A lâmpada tem um filamento de carvão dentro de uma ampola de vidro em que foi feito vácuo. Quando o filamento é percorrido por corrente, aquece e torna-se incandescente, o  que justifica o nome que lhe foi dado. A lâmpada sofreu alguns melhoramentos ao longo dos anos, um dos quais foi a utilização de tungstênio no filamento, nos princípios do século XX, pelo que também se designa por lâmpada.

## Vela de incandescência
Instrumento utilizado em veículos diesel para iniciar o funcionamento do motor.